# Skipsholmen
 (février 2022).
Skipsholmen est une petite île de Norvège située dans la commune de Sør-Varanger dans la mer de Barents. 